# Crepidula adunca
Espèce
Crepidula adunca est une espèce d'escargot de mer de l'Est du Pacifique, (un mollusque gastéropode) appartenant à la famille des Calyptraeidae.

## Distribution
Cette espèce est présente dans l'océan Pacifique oriental, du Canada à la Péninsule de Basse-Californie au Mexique.
Elle préfère la chaleur ; le changement climatique en cours a entraîné une augmentation de sa population.

## Caractéristiques
Crepidula adunca se nourrit par microphagie suspensivore, en filtrant l'eau qui passe à sa portée grâce à des plaques denses de cils autour de la bouche, près de la tête, située sur le côté entre les tentacules, et sur le pied, qui se développe avant tout le reste. 
L'espèce forme généralement des piles semi-permanentes (généralement plus de femelles que de mâles). Les femelles sont plus grandes que les mâles, avec éventuellement un chevauchement de taille. 
C. adunca est hermaphrodite : les jeunes sont d'abord mâles et deviennent plus tard femelles, un processus connu sous le nom d'hermaphrodisme séquentiel. Ils couvent leurs petits dans des capsules dans la cavité du manteau. Les jeunes quittent le parent lorsqu'ils sont de taille adulte et ont tous les organes à l'exception des organes reproducteurs.
C. adunca  forme des associations épizootiques avec d'autres espèces de mollusques, les adultes restant immobiles et leur coquille se développant pour épouser la forme de celle de leur hôte. Les juvéniles mobiles doivent choisir des hôtes à long terme qui minimisent leurs chances de mort. Une fois qu'ils ont atteint une certaine taille, ils ne peuvent plus quitter volontairement cet hôte.

## Reproduction
C. adunca se reproduit toute l'année. Les femelles produisent généralement la même quantité d'œufs par capsule, quel que soit leur âge. Les embryons de C. adunca naissent sous forme de juvéniles rampants. Ils se développement dans les capsules du manteau. La croissance et le développement dans les différentes capsules se produisent en même temps à la même vitesse.
Au début de la mitose (les deux premières divisions cellulaires), un lobe polaire se forme, ce qui prend environ 42 heures. Les yeux apparaissent les premiers, puis des cellules rénales se forment près de la bouche ciliée. Avant que la tête et le pied du mollusque  soient complètement développés, une coquille commence à se développer sur l'embryon. Cette coquille développe des pigments colorés avant sa pleine croissance. Les œufs éclosent lorsque tout le jaune a été absorbé, au bout d'environ quatre mois. Au moment de l'éclosion, les branchies et la radula sont complètement développées et n'ont plus besoin de se développer ; les seuls signes de croissance des larves sont les reins embryonnaires et la vésicule de la tête. La coquille n'est pas encore complètement développée, mais elle est proportionnelle à la taille du nouveau-né. . Les juvéniles de C. adunca sont capables de filtrer leurs aliments juste après leur naissance. Ils développent plusieurs reins embryonnaires, là où d'autres espèces de Crepidula n'en développent qu'un.
Pour les espèces du genre Crepidula, le phallus atteint généralement sa taille maximale lorsqu'il y a suffisamment de spermatozoïdes pour remplir les vésicules spermatiques, puis il commence à dépasser la coquille juvénile. C. adunca est cependant une exception, car le phallus commence immédiatement sa croissance au moment de l'éclosion

## Nutrition
C. adunca se nourrit par microphagie suspensivore, en utilisant des cils pour amener les petits organismes en suspension dans l'eau sur ses branchies, où ils sont collés par le mucus fabriqué par les cellules branchiales. Le mucus est ensuite transporté par les cils jusqu'à  la bouche le long de la surface dorsale. C. adunca filtre les diatomées, les dinoflagellés, le phytoplancton, les bactéries, etc.